# Kitty Jones
Kitty Jones est l'un des trois personnages principaux de la  Trilogie de Bartiméus.

## Biographie fictive
On ne la voit que très brièvement dans le tome 1, lorsqu'elle refuse d'égorger Nathaniel.
Dans le tome 2, l'on apprend qu'elle est née dans la banlieue de Londres, dans un quartier à forte minorité tchèque. Elle devient amie avec Jakob Hyrnek, et casse accidentellement la voiture de Julius Tallow, lequel leur envoie un Culbuteur Noir. Elle découvre alors son immunité partielle. Elle est recrutée par T. E. Pennyfeather, le chef de la Résistance. Durant des années, elle en fera partie. Vient alors le pillage de la tombe de Gladstone, où Kitty perd la foi en ses idéaux et les autres membres de la Résistance leur vie. Elle vit alors vagabonde avec le Sceptre de Gladstone, et échappe une première fois à Mandrake, chargé de la traquer. Mais elle se fait piéger par lui, qui a utilisé Jakob Hyrnek comme otage. Elle sauve alors Mandrake du Golem, avant de s'enfuir sous deux identités différentes, Clara Bell et Lizzie Temple.
Dans le tome 3, Clara Bell travaille comme serveuse au bar de la Grenouille, tandis que Lizzie Temple est l'assistante d'un vieux magicien, un dénommé Button. Elle invoque Bartiméus dans le but de s'allier avec lui, mais le Djinn brise ses illusions. À la fin du livre, elle est sollicitée par le gouvernement ad interim, mais elle refuse. Elle semblait bien aimer Nathaniel à la fin de ce tome. Mais ce dernier est mort en tuant Nouda, le démon ayant possédé Quentin Makepeace.